# Bitva u Brůdku
Bitva u Brůdku, která se odehrála 22.–23. srpna 1040, byla bitva mezi českým knížetem Břetislavem I. a římsko-německým králem Jindřichem III. Černým. Německé vojsko bylo v bitvě zaskočeno a poraženo.

## Lokalizace bojiště
Místo, kde se bitva odehrála, je neznámé. Podle Kosmovy kronika císařské vojsko postupovalo okolo řeky Řezné a města Cham. Bojiště proto bývá nejčastěji lokalizováno do okolí Brůdku, se kterým jej bez důkazů spojil František Palacký. Místu však neodpovídá Kosmův popis krajiny, zamokřený terén by komplikoval pohyb vojska a samotná vesnice Brůdek i s dochovaným kostelem svatého Václava vznikla až v sedmnáctém století, přičemž neexistuje důkaz, že by navazovala na starší osídlení. Také cesta z Bavorska do Domažlic vznikla až po polovině osmnáctého století. František Palacký také ve svých Dějinách národu českého v Čechách a v Moravě uvedl, že na památku bitvy byla na jejím místě postavena kaple svatého Václava. Ve skutečnosti byl kostel postaven v letech 1669–1671, a neexistuje doklad, že by byl následníkem nějaké starší stavby.
Jiným možným místem, kde mohlo k bitvě dojít, jsou Příkopy u Kdyně. Pro ně hovoří archeologicky doložené osídlení v jedenáctém století a morfologie krajiny popisované kronikářem Kosmou. Také latinské označení opevnění „praestructio seu munitio“ kronikáře Heřmana z Reichenau odpovídá spíše stálému než dočasnému opevnění. Podle odpůrců hypotézy není datování archeologických nálezů průkazné, chybí zde tradice kostela pocházející však až z Dalimilovy kroniky a kolem Příkopů nikdy nevedla žádná významná cesta. Třetí hypotéza lokalizuje bojiště do okolí Folmavy a Pasečnice. Oblast odpovídá popisu krajiny, v Pasečnici stával kostel svatého Vavřince zmiňovaný již roku 1383 a vedla tudy cesta z Chamu do Domažlic.

## Před bitvou
V roce 1039 vpadl český kníže Břetislav I. do oslabeného Polska a vydrancoval Slezsko a Velkopolsko. Mezi tučnou kořistí, kterou si z Polska odvážel, byly mimo jiné také ostatky svatého Vojtěcha z katedrály v Hnězdně. V témže roce zemřel císař svaté říše římské Konrád II. Sálský a na jeho místo nastoupil jeho mladý syn Jindřich III. Černý. Ten považoval Břetislavovu polskou výpravu za ohrožení svých vlastních zájmů. Nejprve dal najevo, že českému knížeti jeho výpravu odpustí, pokud dostane část polské kořisti. Břetislav rázně odmítl a začal se již počátkem roku 1040 chystat na válku. Král nelenil a taktéž začal svolávat svou brannou moc. Jindřichova vojska vpadla do Čech ze dvou směrů. Menší skupina vkročila do země ze severu a směřovala na Bílinu. Větší skupina pod vedením samotného krále postupovala od jihozápadu na Domažlice. Český kníže s vojskem připravil na jeho vojsko past v lesích u vesnice Brůdek. Navíc si zajistil podporu uherského krále Petra Orseola, jenž mu významně vypomohl vojensky: obsadil rakouské pomezí, což Břetislavovi umožnilo přesunout do Čech moravské oddíly, a část uherského jezdectva mu poskytl přímo do bitvy.

## Průběh bitvy
Po překročení Všerubského průsmyku si byl král Jindřich jistý, že se mu Češi v početní nevýhodě nepokusí postavit. Kvůli nedostatku jídla se rozhodl co nejrychleji postupovat na Prahu, kde očekával, že bude Břetislav opevněn. Jindřich se nezdržoval průzkumem terénu a rychle postupoval hustými lesy. Předvoj jeho vojska se však dostal do nastražené léčky. Češi, ukrytí po obou stranách cesty mezi stromy, začali na německé oddíly vrhat kameny a kládami jim zatarasili ústupovou cestu. Zaskočení rytíři byli v masakru pobiti pěšáky ozbrojenými většinou jen dlouhými kopími nebo sekyrami. Proti českým zátarasům z klád a kamení neměly královské oddíly šanci a daly se na ústup. V boji padl i hrabě Werinhar. Král Jindřich se zbytkem vojska ustoupil zpět do Bavorska.

## Důsledky
Český kníže nabídl po bitvě králi jednání, ale zahanbený Jindřich odmítl. Následující rok vpadl do Čech znovu. Tentokrát se vyhnul zátarasům v pohraničních lesích a knížete Břetislava oblehl na Pražském hradě. Kníže Břetislav se poté Jindřichu III. podrobil, aby zabránil dalšímu pustošení země. Poté se Břetislav I. dostavil na říšský sněm do Řezna a prosil o odpuštění. Král mu vyhověl, vzdal se poloviny své válečné kořisti a udělil mu v léno Čechy i dvě další území (soudí se, že šlo o slezské Vratislavsko a Hlohovsko).